# Pasquale Gravina
Pasquale Gravina (ur. 1 maja 1970 w Campobasso) – włoski siatkarz, dwukrotny medalista igrzysk olimpijskich, tryumfator mistrzostw świata, mistrzostw Europy, pucharu świata i ligi światowej.

## Życiorys
Gravina dwukrotnie reprezentował Włochy na letnich igrzyskach olimpijskich. Pierwszy raz wystąpił na igrzyskach 1996 odbywających się w Atlancie. Zagrał wówczas w trzech z pięciu meczów fazy grupowej, ćwierćfinale, półfinale oraz w przegranym pojedynku finałowym o złoto z Holandią. Podczas igrzysk 2000 w Sydney zagrał we wszystkich meczach siatkarskiego turnieju, w tym w zwycięskim spotkaniu o brąz z Argentyną.
Wśród sukcesów z reprezentacją Włoch ma także dwa zwycięstwa w mistrzostwach świata, w 1994 w Grecji i w 1998 w Japonii. Zdobył 4 medale mistrzostw Europy, w tym 3 złote w 1993, 1995 i 1999 oraz brąz w 1997. Tryumfował podczas pucharu świata 1995. W lidze światowej zwyciężał sześciokrotnie – w 1991, 1992, 1994, 1995, 1997 i 2000.
Był zawodnikiem włoskich klubów Pallavolo Falconara (1988–1990), Pallavolo Parma (1990–1996), Volley Treviso (1996–2001, 2004–2005), Volley Lube (2001–2003) i Piemonte Volley (2003–2004). Sześciokrotnie zdobywał mistrzostwo Serie A1, w 1992, 1993, 1998, 1999, 2001 i 2005, czterokrotnie tryumfował w  pucharze Włoch, w 1992, 2000, 2003 i 2005 oraz trzykrotnie w superpucharze kraju w 1998, 2000 i 2004. W Pucharze Europy Mistrzów Klubowych i Lidze Mistrzów zwyciężał w 1999, 2000 i 2002, a w Puchar CEV w 1992, 1995 i 1998.
W 2000 z inicjatywy prezydenta republiki został odznaczony Orderem Zasługi Republiki Włoskiej V Klasy.
Po zakończeniu kariery sportowej pracował jako niezależny agent sportowy i działacz sportowy. Współpracował z takimi podmiotami jak Volley Treviso, Benetton Group, Uniwersytet Bocconiego i FIFA Master. W maju 2019 został członkiem komisji podlegającej FIVB komisji zajmującej się śnieżną odmianą piłki siatkowej.